# Viața pariziană
 Viața pariziană  (titlul original: în franceză La Vie parisienne) este o operetă (opera bufă) în cinci acte compusă de Jacques Offenbach, al cărui libret a fost scris de Henri Meilhac și Ludovic Halévy, premiera având loc în data de 31 octombrie 1866 la „Théâtre du Palais-Royal” din Paris în versiunea de cinci acte.
A avut un succes deosebit, fiind jucate 265 de spectacole consecutive.
După ce a fost revizuită, opereta a fost prezentată din nou, în patru acte (fără actul al 4-lea din versiunea originală) în 25 septembrie 1873, la Théâtre des Variétés din Paris.
În România, opereta s-a perzentat pentru prima oară la 7 aprilie 1869, la Iași, de către o trupă de operetă germană, condusă de S. Modrzewski, iar în mai 1873, tot la Iași, de către o trupă de operetă franceză, condusă de actrița Emilie Keller, care o reprezintă apoi și la Teatrul Național din București, în stagiunea 1877–1878.

## Personaje
- baroneasa Christine von Gondremark (soprană)
- baronul von Gondremark, soțul ei, proprietar de teren din Suedia(bariton)
- Raoul de Gardefeu (tenor)
- Gabrielle, confecționeră de mănuși (soprană de coloratură)
- Jean Frick, un cizmar (tenor-buffo)
- Metella, o femeie ușoară (alto)
- Pompa di Matadores, un brazilian bogat (Tenor-buffo)
- Pauline, cameristă (oprană)
- Bobinet Chicard (tenor)
- doamna Quimper-Karadec, o proprietăreasă de case văduvă(mezzo-soprană)
- Mme Folle-Verdure, nepoata ei (mezzo-soprană)
- Joseph Partout, băiat la hotel (Tenor)
- Urbain, servitor (bas)
- Clara (sopran)
- Leonie (alto)
- Louise (alto)
- Prosper, un slujitor (tenor)
- Gontram Chaumière (bariton)
- călători și funcționari feroviari
- hamali și musafiri
- servitori și ospătari

## Conținut
În atmosfera cosmopolită a anilor 1860, la Paris distracțiile au atins o culme a frivolității. Opereta are o acțiune împănată cu elemente amuzante, cu flirturi și intrigi romantice, personajele fiind bărbați pleziriști iresponsabili, demimondene la modă, oaspeți aristocrați în căutare de distracții.